# Шарлін Шварц
Шарлін Шварц (нім. Charline Schwarz, нар. 15 січня 2001) — німецька лучниця, бронзова призерка Олімпійських ігор 2020 року.

## Виступи на Олімпіадах
| Олімпіада  | Дисципліна             | Місце |
| ---------- | ---------------------- | ----- |
| Токіо 2020 | індивідуальна першість | 33    |
| Токіо 2020 | командна першість      | 3     |
| Париж 2024 | індивідуальна першість | 17    |
| Париж 2024 | командна першість      | 5     |

## Зовнішні посилання
- Шарлін Шварц на сайті World Archery (англійська)
- Шарлін Шварц на сайті Olympics.com (англійська)
- Шарлін Шварц на сайті Olympedia (англійська)
- Шарлін Шварц на сайті German Olympic Committee (німецька)